# Kaposvár (stacja kolejowa)
Kaposvár – stacja kolejowa w Kaposvár, w komitacie Somogy, na Węgrzech. Znajdują się tu 2 perony.